# Aritmia sinusale
L'aritmia sinusale è un'alterazione del ritmo cardiaco dovuta a problemi di automatismo/conduzione o a cause fisiologiche.
Può essere:
- fisiologica, legata al respiro: aumento della frequenza cardiaca in ispirazione (riflesso di Bainbridge per aumentato ritorno venoso) e rallentamento in espirazione (effetto vagale); prende anche il nome di aritmia respiratoria (vedi sotto).
- patologica, legata a malattie del nodo senoatriale o al sistema di conduzione.

## Caratteristiche
Più spesso si presenta come bradiaritmia, con intervalli P-P superiori ai 120 ms. L'attività cardiaca è per il resto normale. Può rivelarsi una manifestazione iniziale di disfunzione sinusale o a presenza di patologie cardiache.

## Aritmia respiratoria (fisiologica)

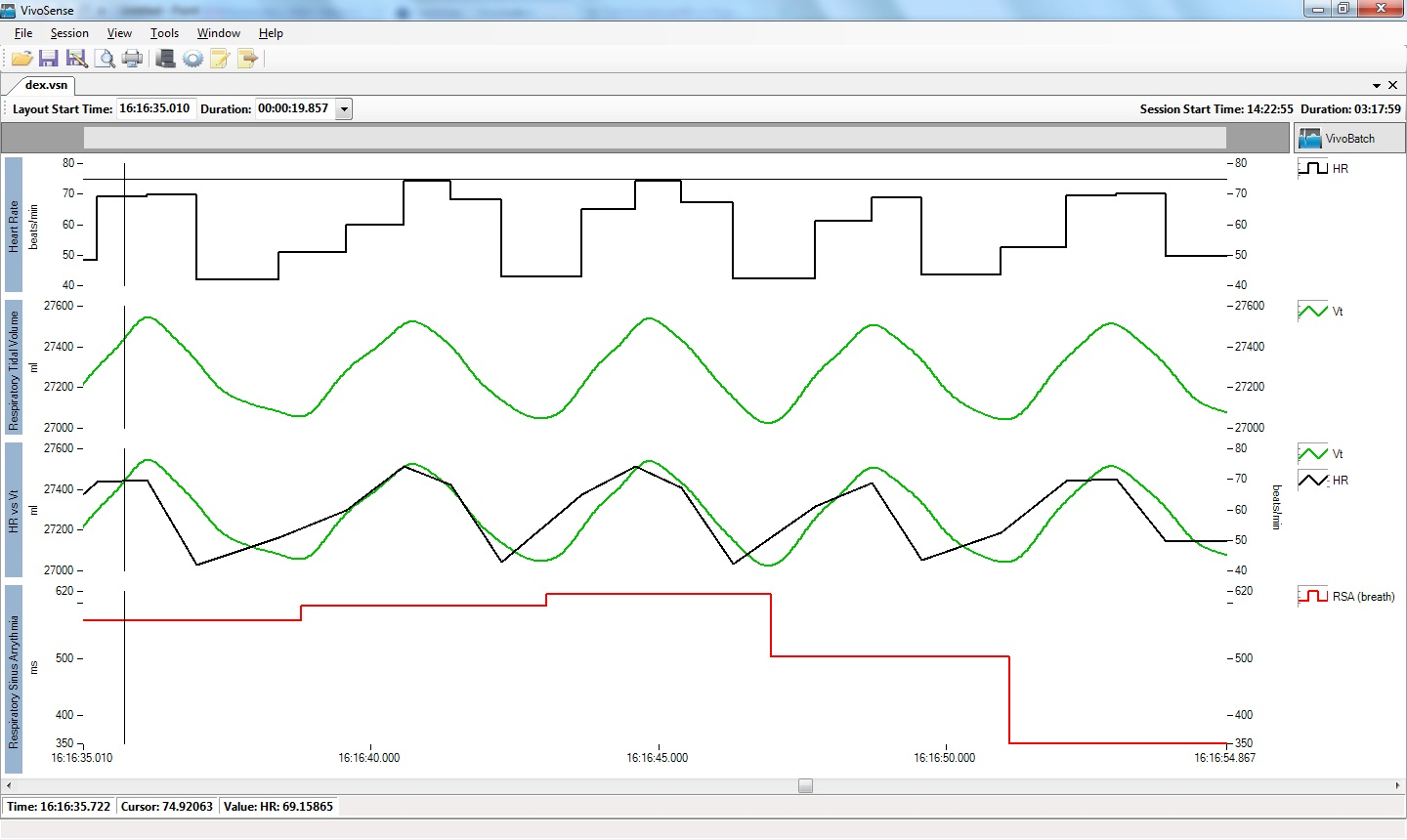
Frequenza cardiaca (HR - heart rate) (HR) nel tracciato superiore e volume corrente (Tidal volume - Vt) (Volumi polmonari, tracciato inferiore) registrati sul medesimo tracciato, evidenziano come la frequenza cardiaca aumenti con l'inspirazione e si riduca con l'espirazione

È un cambiamento del battito cardiaco fisiologico, una variazione naturale della frequenza cardiaca che si verifica durante il ciclo respiratorio, molto diffusa sia nella popolazione pediatrica sia negli adulti. Può essere considerata una normale variante della frequenza cardiaca. Si caratterizza per un aumento della frequenza cardiaca durante l'inspirazione e per una diminuzione della frequenza cardiaca durante l'espirazione.
Durante l'inalazione la pressione intra-toracica diminuisce a causa della contrazione e del movimento verso il basso del diaframma e dell'espansione della cavità toracica. A causa di ciò, anche la pressione atriale viene a ridursi, consentendo a più sangue di ritornare al cuore. Man mano che il sangue entra nel cuore, i vasi e gli atri si espandono, stimolando i recettori pressori (barocettori) che agiscono per sopprimere il tono vagale. Di conseguenza, la frequenza cardiaca aumenta.
Durante l'espirazione, il diaframma si rilassa, spingendosi verso l'alto e venendo a diminuire la dimensione della cavità toracica, provocando così un aumento della pressione intra-toracica. Questa aumentata pressione intra-toracia inibisce il ritorno venoso al cuore: ne consegue una minore espansione degli atri e la successiva attivazione dei barocettori. Dal momento che questi barocettori cessano di inviare impulsi nervosi volti a sopprimere il tono vagale, la frequenza cardiaca diminuisce.
Durante le citate fasi respiratorie il cuore di destra e quello di sinistra si comportano in modo un poco differente. In fase inspiratoria l'output del cuore di destra aumenta immediatamente ma il cuore di sinistra non vede aumentare il proprio output fino ad alcuni secondi di distanza. In fase espiratoria il cuore di destra diminuisce immediatamente il proprio output,  ed è seguito dopo un intervallo simile da una diminuzione dell'output del cuore di sinistra. L'entità delle variazioni di output durante il ciclo respiratorio sono più ampie per il cuore di destra che per il cuore di sinistra. Contrariamente a quanto si riteneva in passato, il fenomeno non può essere attribuito a riflessi derivanti dalla distensione del polmone oppure a stimolazioni fasiche del centro respiratorio.
Su un elettrocardiogramma, l'aritmia respiratoria sinusale è rilevabile come cambiamenti nell'intervallo P-P o nella distanza tra le onde P. Ciò corrisponde all'avvio della depolarizzazione degli atri e indica l'inizio di un nuovo ciclo elettrico nel cuore.
Poiché l'aritmia respiratoria sinusale è il risultato della respirazione, questa aritmia non è presente quando si trattiene il respiro.

### Aritmia respiratoria e correlazioni con l'età
L'aritmia respiratoria sinusale è pronunciata nei bambini e giovani, ma tende a scomparire gradualmente man mano che ci si avvicina all'età matura. Tipicamente, l'espressione di aritmia respiratoria sinusale diminuisce con l'età. Tuttavia i soggetti adulti e in ottima salute cardiovascolare (ad esempio marciatori, nuotatori e ciclisti) tendono ad avere un'aritmia respiratoria sinusale più pronunciata. Gli atleti professionisti infatti mantengono tipicamente un tono vagale molto alto e conseguenti livelli di aritmia respiratoria. L'aritmia respiratoria sinusale sembra essere meno pronunciata in soggetti affetti da diabete mellito e da alcune malattie cardiovascolari quali l'insufficienza cardiaca e l'ipertensione arteriosa.

### Aritmia respiratoria e scambio di gas
Diversi studi hanno dimostrato che l'efficienza dello scambio gassoso polmonare è migliorata dall'aritmia respiratoria sinusale, suggerendo che questa aritmia possa svolgere un ruolo fisiologico attivo. Se si considera la tempistica della ventilazione alveolare e della perfusione polmonare durante l'aritmia respiratoria sinusale all'interno di ciascun ciclo respiratorio, si vede come questo potrebbe essere un meccanismo fisiologico per un minor dispendio energetico. Questo meccanismo andrebbe a sopprimere i battiti del cuore non necessari durante l'espirazione e la ventilazione inefficace durante il riflusso della perfusione (l'afflusso di sangue dalle arterie ai capillari al fine di ossigenazione e nutrizione).
La variabilità della frequenza cardiaca o dell'aritmia respiratoria sinusale in sincronia con la respirazione è un fenomeno biologico che può avere un'influenza positiva sullo scambio gassoso a livello del polmone tramite un efficace abbinamento ventilazione/perfusione.

## Aritmia sinusale patologica
Questo tipo di aritmia è molto meno frequente della precedente ed è in genere dovuta a malattie del nodo seno atriale:
- Sindrome del nodo del seno
- Arresto sinusale
- Blocco senoatriale